# Lycopus virginicus
Lycopus virginicus es una especie de plantas de flores, perteneciente a la familia Lamiaceae. Es nativa de las regiones orientales de Norteamérica, especialmente en Virginia donde crece en lugares húmedos y a lo largo de los ríos.

## Características
Es una planta herbácea con raíz perenne y tallo cuadrado que alcanza los 35 cm de altura. Las hojas son de color verde brillante, opuestas, lanceoladas y casi sésiles. Las flores se agrupan en racimos axilares y tienen una corola con cuatro lóbulos de color púrpura. El fruto es aplanado.

## Propiedades
- Es una planta sedante y astringente y discretamente narcótico.
- La planta entera desprende un olor semejante al de la menta.
- Muy utilizada contra la tos.

## Taxonomía
Lycopus virginicus fue descrita por Carlos Linneo y publicado en Species Plantarum 1: 21. 1753.
Sinonimia
- Lycopus macrophyllus Benth., Labiat. Gen. Spec.: 185 (1833).
- Euhemus officinalis Raf., Autik. Bot.: 115 (1840).
- Euhemus sylvaticus Raf., Autik. Bot.: 116 (1840).[2]